# Terpezița (gmina)
Terpezița – gmina w Rumunii, w okręgu Dolj. Obejmuje miejscowości Căciulatu, Căruia, Floran, Lazu oraz  Terpezița. W 2011 roku liczyła 1673 mieszkańców.